# À toute vitesse (film, 1925)
Pour les articles homonymes, voir À toute vitesse.
Pour plus de détails, voir Fiche technique et Distribution.
À toute vitesse (titre original : Super Speed) est un film américain réalisé par Albert S. Rogell, sorti en 1925.

## Synopsis
Un jeune homme qui travaille comme chauffeur va sauver à la fois la fille qu'il aime, l'invention de l'ami de son père ainsi que son travail.

## Fiche technique
- Titre original : Super Speed
- Réalisation : Albert S. Rogell
- Scénario : J. W. Grey, Henry Roberts Symonds
- Production : Harry Joe Brown
- Société de production : Harry J. Brown Productions
- Genre : Comédie dramatique [1]
- Société de distribution : Rayart Pictures
- Durée : 5 (ou 6) bobines[2]
- Date de sortie : 2 avril 1925

## Distribution
- Reed Howes : Pat O'Farrell
- Mildred Harris : Claire Knight
- Charles Clary : Warner Knight
- Sheldon Lewis : Stanton Wade
- George A. Williams : Dad Perkins

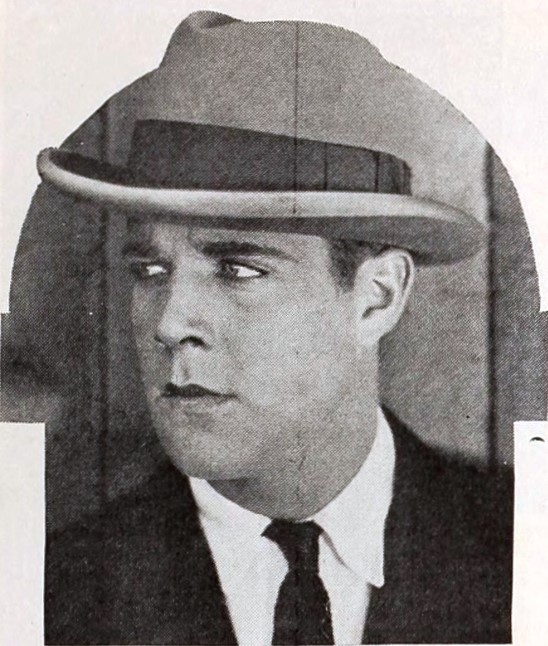
Reed Howes dans Super Speed.

- Martin Turner as Zeke, Pat's Valet